# Siguatepeque (ort)
Siguatepeque är en ort i Honduras.   Den ligger i departementet Departamento de Comayagua, i den västra delen av landet, 90 km nordväst om huvudstaden Tegucigalpa. Siguatepeque ligger 1 079 meter över havet och antalet invånare är 43 141.